# 東方鈴奈庵 〜 Forbidden Scrollery.
『東方鈴奈庵 〜 Forbidden Scrollery.』（とうほうすずなあん フォービドゥン スクローラリー）は、角川書店の『月刊コンプエース』に連載されていた漫画作品。原作はZUN、作画は春河もえ。コミックスは全7巻。
本項では、以降は『鈴奈庵』と称することとする。その他の本項で使用されている東方Project関連の略称については、東方Project#凡例を参照。

## 概要
角川書店の月刊コンプエースでの東方三月精の連載終了直後から、次の東方Projectの公式漫画が連載されることがZUNと角川書店とで企画され、2012年6月にラジオにてZUNから新作漫画が連載されることが告知された。2012年10月から月刊コンプエースで連載を開始。新キャラクターの本居小鈴(後述)を主人公としたオリジナルストーリー。ZUN曰く「三月精のようないつもの通りの東方」。累計部数は1~3巻で27万部。

## あらすじ
山奥に存在し、外の世界と遮断されているといわれる幻想郷。その人里に存在する貸本屋「鈴奈庵」の娘・本居小鈴は、ある日、妖怪の存在を記した「妖魔本」を読む能力に目覚める。しかし、それは幻想郷を妖怪の脅威にさらすことを意味していた。

## 登場人物

### 本居 小鈴
本作の主人公。貸本屋「鈴奈庵」の娘で多くの本を所有している。普段は裸眼だが、時折眼鏡を掛けている。外の世界から幻想郷に流れ着いた外来本など本を読むことを好んでいるが、とりわけ好きなのは妖怪の存在が記された妖魔本。妖魔本とは妖怪が封印された本であり、存在を否定された多くの妖怪がそこに眠っている。妖魔本は人間には解読不可能な文字で著されているが、小鈴はその妖魔本に書かれた文字を読む能力に目覚めている。本作では小鈴がその能力をもってして妖魔本を読み、その本に封印されていた妖怪を復活させてしまう光景が見られる。
第五話でマミゾウに憧れ、妖魔本の研究を進めることを決意した。
第十六話の時点で本の持つ妖気がわかるようになったことから、阿求に妖魔本の影響を受けすぎていないかと心配されている。

### 既存の登場人物
ここでは、『鈴奈庵』が初出ではない登場人物を解説する。
博麗霊夢　(はくれい　れいむ)
博麗神社の巫女。人間。原作シューティングゲームの主人公。妖怪退治と異変の解決をしている。二つ名は“楽園の素敵なシャーマン”。小鈴に妖魔本からもし危険な妖怪が復活した際には退治することを頼まれた。小鈴とは物語開始以前から知り合いだった模様。
霧雨魔理沙　(きりさめ　まりさ)
魔法の森に住む魔法使い。人間。原作シューティングゲームの主人公。二つ名は“極めて普通のマジシャン”。霊夢と同じく小鈴とは物語開始以前から知り合いだった模様で、妖魔本から復活した妖怪退治に奔走する。時折鈴奈庵を訪れては本を借りている。
稗田阿求　(ひえだの　あきゅう)
見たものを忘れない程度の能力を持つ。人間。二つ名は“九代目のサヴァン”。阿求が書いた幻想郷縁起は鈴奈庵（後述）で印刷されたものであり、その娘の小鈴とは友人関係にある。非常に大きな屋敷に住んでいる。鈴奈庵の本を借りては全て暗記してから返却している姿が見られる。
第40話にて、“アガサクリスQ”というペンネームで「全て妖怪の仕業なのか」という本を執筆している。ちなみに書いた原稿は鈴奈庵に製本を依頼している。
十六夜咲夜　(いざよい　さくや)
紅魔館のメイド長。人間。二つ名は“吸血鬼のメイド”。
第七話では、逃げ出したレミリアのペットを探し、霊夢の元を訪れる。紆余曲折の末ペットを発見、能力で捕獲して館へ戻っていった。
二ッ岩マミゾウ　(ふたついわ　まみぞう)
化けさせる程度の能力を持つ化け狸。二つ名は“捕らぬ狸のディスガイザー”。人里を出歩く際には人間に化けて行動している。鈴奈庵にある“私家版百鬼夜行絵巻最終章補遺”を有効活用しようと（葉っぱのお金で）買おうとしたが、小鈴に売らないことにしたと言われ断念、小鈴にある忠告をしてその場を後にした。
第五話では部下づくりの一環として付喪神（後述）を狸の宴会に参加させ、付喪神の妖力を高めて一流の妖怪に育てている（いわく「付喪神と化け狸の相性は抜群」とのこと）。
第38話では化け狸を貶める新聞が出た際に、霊夢に化けて鈴奈庵を訪れ、絵巻を借りて里の道具を付喪神に変え、新聞はインチキだという噂を広めさせた。
聖白蓮　(ひじり　びゃくれん)
魔界の一部「法界」に封印されていた元人間の魔法使いで、命蓮寺の僧侶。二つ名は“妖怪寺のマスタープリースト”。
読み切り「妖怪おとぎ話」にて、小鈴が子供たちに読み聞かせていた「證誠寺の狸囃子」の和尚さん役として登場。第十六話でも、裕天僧正役として登場した。
レミリア・スカーレット
紅魔館の主の吸血鬼。二つ名は“紅色のノクターナルデビル”。宴会中、霊夢に「珍しいペットを手に入れた」と自慢していた。手紙は英語で書いている。
秦こころ　(はたの　こころ)
面霊気。二つ名は“表情豊かなポーカーフェイス”。人間の感情を学ぶために、博麗神社で能を演じていた。第2巻収録・幻想郷小噺では、自身に興味を持った小鈴に凝視され困惑する姿が描かれている。
少名針妙丸　(すくな　しんみょうまる)
博麗神社に居候している小人。二つ名は“輝く針のリリパット”。虫籠を部屋にしており、霊夢と魔理沙に付喪神の魔力について教えた。
河城にとり　(かわしろ　にとり)
河童。二つ名は“水の中のエンジニア”。仲間の河童と共に、夜の人里を通り、アジトと里の外れにある倉庫を行き来していた。しかし霊夢に見つかり、里の人間に怪しまれていると聞き、森の中の倉庫を使うことに決めた。
胡瓜等の嗜好品が不足していた所、外の世界から胡瓜の品種改良に関する本を入手、幻想郷の最果てに秘密の胡瓜畑を開墾して河童に特化した胡瓜を作ろうとしている。
「自分達で製本するより手間と金が掛らない」「鈴奈庵にはいつも妖気が漂っていて、妖魔本が印刷されても誰も気付かない」という理由で鈴奈庵に版木を持ち込み、予約出版を申し込んだ。
鈴仙・優曇華院・イナバ　(れいせん・うどんげいん・いなば)
永遠亭の玉兎。二つ名は“地上のムーンラビット”。人里の家を廻って薬を売っており、おまけとして鼠除けの効果がある『ウルトラソニック眠り猫』という猫の置物を売っていた。この置物は、里の人からは重宝がられたが、永琳には「勝手な事をするな」と怒られた模様。
東風谷早苗　(こちや　さなえ)
守矢神社の風祝。二つ名は“風と湖のテウルギスト”。
秋の終わりに蛇の被害が多発した際に、それを利用して分社にお供えをするよう触れて回った。
森近霖之助　(もりちか　りんのすけ)
古道具屋の店主。二つ名は“古道具屋のキュリオスフェロー”。小鈴と魔理沙に、ウィジャボードについて長々と語った。
封獣ぬえ　(ほうじゅう　ぬえ)
二つ名は“正体不明のアンノウンX”。都市伝説「牛の首」を里に広めた。霊夢によって不安が解消されても「正体不明が人心を掌握できる」という結果に満足し、「命蓮寺に信者が増える」と喜んでいた。
射命丸文　(しゃめいまる　あや)
鴉天狗。二つ名は“鴉天狗のジャーナリスト”。人間の里では人間に変装して、社会派ルポライター「あや」と名乗って取材活動をしている。鈴奈庵に自分の新聞を置くように提案してきた。
第38話で化け狸を貶める新聞を発行し、第39話では付喪神による監視社会の号外を出した。
八雲紫　(やくも　ゆかり)
様々な物事の境界を操る力を有する妖怪。二つ名は“幻想郷のゲートキーパー”。博麗神社で行われた百物語の際に、自身の能力による“隙間”を使った話を披露。
この他にも、背景やコマの隅などに多数の既存登場人物があるが、名前が出てくる場面や台詞を言う場面が無いため省略する。

### その他の登場人物
字喰い虫（じくいむし）
第二話に名前のみ登場。文字を食べる妖虫で阿求の所持する巻物（に記された文字のみ）が被害に遭った。絵は食べない。小鈴が阿求と共に復活させた煙々羅の煙で退治された。
煙々羅（えんえんら）
第二話・第三話に登場。家人が煙に気が付かなければそのまま本当に燃えてしまう煙の妖怪で“今昔百鬼拾遺稗田写本”に封印されていた。小鈴が阿求と共に、字喰い虫（前述）を退治する為に復活させたが、再封印できず小鈴が慌てて煙々羅の資料を漁り、捕まえ方を霊夢と魔理沙に教えた。
火事を起こすのに失敗するとその時近くにいた別の人に移る神出鬼没な性質を持ち、霊夢達を翻弄したが第三話で霊夢・魔理沙の手により再封印された。
小鈴は「煙々羅を封印していたページが虫（字喰い虫）に食べられて封印が解けた」と霊夢・魔理沙に嘘の説明をしていた。
付喪神（つくもがみ）
第四話・第五話から登場。鈴奈庵にある“私家版百鬼夜行絵巻最終章補遺”が内容を充実させる為に里の器物を妖怪化させたもので、夜になる度に鈴奈庵に集まっていた。
原因が判明した後は小鈴が霊夢の言いつけを守っている為、小鈴のもとに集まることはなくなった。鈴奈庵に集まっていた付喪神は（人間に化けた）マミゾウについて行き、姿を消した。
第十二話でも付喪神が登場したが、第四話・第五話に登場した付喪神とは全くの別物で、“本の中身”が付喪神化していた。これらは妖魔本から飛び出したが霊夢によって即座に退治（封印）された。
第三十八話・第三十九話では、マミゾウが絵巻を使って生み出した付喪神が登場。昼は各家で道具として使われているが、夜な夜な家を抜け出しては井戸端会議をしており、これによって監視社会が形成された。その後、霊夢によって供養された。
ツパイ
第七話に、図鑑の中でのみ登場。
チュパカブラ
第六話・第七話に登場。レミリアのペットで、レミリア以外の紅魔館の面々からは番犬扱いされている。籠から脱走し、里の酒を飲んで廻っていたが、阿求が作った酒「一夜のクシナダ」で酔いつぶれて、マミゾウによって封印された。しかし霊夢によって封印が解かれ逃走したが、咲夜によって再度捕まった。なぜか咲夜とレミリアは「ツパイ」と呼んでいた。
白い蛇
第八話・第九話に登場。邪龍が力を失った姿。鈴名庵の本に封じられた力を取り戻すために、魔理沙を騙して利用した。
邪龍
黒い蛇にコウモリの翼が生えたような姿で、まだ完全な龍ではないらしい。手伝った礼に、魔理沙に龍の爪を、小鈴に自分の拓の掛け軸を与えた。
観阿弥（かんあみ）/世阿弥（ぜあみ）
第十話に、名前のみ登場。
沓頬（クツツラ）
第十三話に登場。元々は中国の諺から生まれた妖怪。妖魔本から抜け出た魔力の塊が、小鈴の靴に乗り移ったもの。諺の通りに瓜と李を盗み、完全な妖怪になろうとしていた。一度は瓜を盗んだが、魔理沙に退治された。
送り提灯
第十四話・第十五話に登場。にとり達が河童の道具を運搬する際に、道具をこの妖怪の姿に偽装させていた。その内の一体は小鈴に捕まえられ道具に戻った。
娘の霊
第十六話・第十七話に登場。祐天上人（後述）によって手紙に封印されていた霊。元は人畜無害な幽霊であったが閉じ込められている間に怨霊と化し、小鈴の体を乗っ取っていた。
霊夢は当初、この霊を手紙ごと供養しようとしたが、最終的には退治せずに封印するのみに留めた。
祐天上人（ゆうてんしょうにん）
第十六話では白蓮が演じた姿、第十七話では名前とイメージのみの登場。法力の高い修験僧と知れ渡っていたが、逸話が怨霊退治ばかりである。
その実態は、子供の頃に愚鈍で何もできないという理由で破門された上に、僧侶喰い（後述）に身体を乗っ取られて中身はほぼ妖怪と化し、妖怪僧侶となっていた。
僧侶喰い（そうりょぐい）
第十七話に名前と姿のみ登場。祐天上人（祐天僧正）の身体を乗っ取った。
狐/化け狐
第十八話・第十九話に登場。子供に化けて寺子屋に通っており、ノートがなかったので障子にその日の授業の一部をメモしていたが、このメモが原因で寺子屋で騒ぎが起きた。
小鈴が狐の文字で鈴奈庵の宣伝をして狐を呼び込み、白紙のノートを無償で提供したことで障子にメモをしなくなった。
なお、第十八話・第十九話に寺子屋で魔理沙が登場したが、当の魔理沙は前述した狐の落書きの一件を全く知らなかった。
白仙坊主
第二十話に名前と姿のみ登場。猫画描きを自称し、鼠除けの効果があると言う触れ込みで猫や虎の絵を売っていた。実際は鼠を操ることができ、鼠をけしかけて絵を買わせていた。
うわばみ
外の世界で人間を食べて妖怪化した蛇で、最近幻想入りした。煙草のヤニを吸うと（一時的にではあるが）姿が保てなくなる。
幻想郷のルールを知らず、人間に化けて人里で食い逃げを繰り返していたが、マミゾウに見つかり、煙草のヤニを吹きかけられ、蛇の姿に戻ってしまう。尚、この時に彼が食べていた食事代は全てマミゾウが立て替えている。その後の去就は不明。
易者
元々は高名な易者の門人。独自の占術を使っていたが、占術が魔力を帯びてきたために破門され、半年前に不審な死を遂げている。
妖怪に管理される幻想郷の暮らしが惨めになり、人間をやめて妖怪になろうと思い、妖怪化する術をしかけて自殺した。占術の本に「誰でも実践できる占術と話術」と「稚拙な落書き」を書き込み、「稚拙な落書き」を無視して「占術と話術」を自分が考えたという触れ込みで使う者が出てくれば、嫉妬の心で現世に戻ることができる。小鈴の行動がこれに該当したため、怨霊として復活した。
人間に危害を加える気はなく、人里から離れた所で暮らすつもりだったが「幻想郷では里の人間が妖怪になることが一番の大罪」であるとして、霊夢に退治された。
牛頭天皇
第三十一話に名前のみ登場。
塩屋敷の旦那
第三十六話・第三十七話に登場。塩問屋の長者。人柄の良い人物であったが人前に姿を見せなくなり、元気だった家畜を殺すように命令したり、長年仕えていた使用人たちを追い出しているなど奇行の噂が流れ、使用人にアセビの木を伐らせていた。
実は馬の味を気に入り家族同然であった馬を次々と殺して食用にしており、屋敷に植えられていたアセビの木を使用人に全て伐らせていたこともあって、既に馬憑きに憑依されており、第三十七話の終盤で死亡した。
首なし馬
第三十七話に名前のみ登場。首から上が無い見た目の妖怪だが、神の乗り物でもあり縁起が良いとされる。
馬憑き
第三十六話・第三十七話に登場。大切な馬を粗末に扱った人間の口に頭から入り込む形で憑依し、完全にその人間を支配する馬の妖怪で、標的の人間に憑依し始めている時は頭が無い状態になる。
塩屋敷の旦那に憑依していたが、第三十七話の終盤で霊夢に退治された。

## 作中用語
本作に登場する用語の中で主要なもの、その話の中でキーワード・キーアイテムとなるものを挙げる。
妖魔本（ようまぼん）
主に昔の妖怪が書いた本を指し、その大半が（小鈴を除く）人間には文字すら読めないような本。
いくつか種類があり、妖怪が書いた古典・妖怪が人間宛に書いた本・魔法使い向けの魔導書（グリモワール）・妖怪の存在を記録した本などがある。妖怪が書いたものでなくても、何らかの妖怪が関わっていた物（例:第十六話・第十七話に登場した艶書）も妖魔本に分類される。
版木に仕掛けがされていれば、人間が刷っても妖魔本となる。
今昔百鬼拾遺稗田写本
妖魔本の一種。煙々羅が封印されていた。
私家版百鬼夜行絵巻最終章補遺
妖魔本の一種。『百鬼夜行絵巻』の続きとされている。38話より、この絵巻には広範囲に付喪神を生む力がある。
分福茶釜（ぶんぶくちゃがま）
読み切り「妖怪おとぎ話」にて、マミゾウが鈴奈庵に買い取ってもらおうと持ってきた絵本。
小鈴によって、子供達に読み聞かせる本のレパートリーに加わった。
山怪散楽図（さんかいさんがくず）
妖魔本の一種。妖怪の戯書（ふざけて書いたもの）でマミゾウ曰く「天狗が書いたパロディ本」。『仮面喪心舞 暗黒能楽』（後述）が記されている。
艶書（えんしょ）
妖怪僧侶となった祐天上人（前述）によって、娘の霊が封じられていた。
河童相傳胡瓜遣（かっぱそうでんきゅうりづかい）
福沢諭吉の物理学書「窮理図解」のパロディ本。内容は胡瓜の保存方法やレシピのマニュアルで、本の後半には河童文字が織り交ぜてある。また、本を持って胡瓜の前で魔力を込めれば、誰でも胡瓜を加工できる。にとり曰く「魔道書胡瓜遣（グリモワールきゅうりづかい）」。
鈴奈庵（すずなあん）
人間の里にある貸本屋。本を貸し出すだけではなく、販売や買い取り、印刷・製本、予約出版なども行っている。取り扱っているほとんどの本は外の世界から来た『外来本』と呼ばれるもの。
一部の客は妖魔本があることを知っている。
外来本（がいらいぼん）
外の世界の本の総称。
一夜のクシナダ
阿求がツパイ（チュパカブラ）を捕まえる際に作った酒。八岐大蛇退治に使われた八塩折之酒と同一視されている。材料にヒトヨタケが使われているため、どんな酒豪も潰れてしまう。
聴耳頭巾（ききみみずきん）
被ると動物や植物の声が聞こえるようになる頭巾。阿求曰く「正直使えない」。
仮面喪心舞 暗黒能楽（かめんそうしんぶ　あんこくのうがく）
こころが披露していた能楽。山怪散楽図には「人間の感情を奪い取る効果がある」と記されていたが、実際はそんな効果は無い。
心綺楼（しんきろう）
こころが前述の「仮面喪心舞 暗黒能楽」に替わり、新たに披露することになった演目。宗教家達のお祭り騒ぎをストーリーにした、現代風の能楽。
本所七不思議（ほんじょななふしぎ）
江戸時代に流行った怪異。河童はこの話を利用して、人目を避けて活動していた。
置いてけ堀
里の外れにある堀。河童の倉庫であり、冬の間は凍り付いて使えなくなる。
足洗邸（あしあらいやしき）
里の外れにある古びた屋敷。本所七不思議の足洗邸同様、汚れた巨大な足が出るという噂があった。河童の倉庫であり、噂は人を寄せつけないためのものだった。
能勢の黒札
狐狸を退ける札。作中で登場した物は、狐の落書きを止めさせる為に小鈴が書いた偽物の札で、「妖怪でも読める本を貸し出し中」と狐の文字で書かれていた。
ウルトラソニック眠り猫
鈴仙が開発した機械式鼠駆除器。見た目は猫の置物だが、月光で発電し、鼠が嫌がる超音波を発する機能がある。
易書
易者（前述）が書いた占術の本。霊夢曰く「本自体に妖気はないが、発動条件が揃うと冥界の扉となる危険な本」。
この本を処分することを告げた霊夢に対し、小鈴は「妖魔本ではないから大して価値はない」「落書きが多すぎて売り物には適さない」という理由で易書をあっさり霊夢に差し出し、彼女によって焼却処分された。
ウィジャボード
海外のコックリさん。アルファベットと数字、「YES」と「NO」、「GOOD」と「BAD」と書かれたボードと、プランシェットという穴が開いたハート型の板を使う。プランシェットには元々海外の小動物の霊が宿っており、霊夢の降霊によって目覚めた。
牛の首
ぬえが広めた都市伝説。
天狗の書
魔理沙がガラクタ市で見つけた書状。鞍馬山の天狗が人間に宛てたもので、小鈴曰く「借りてたタライの返却とお礼の手紙」。
文々。新聞（ぶんぶんまるしんぶん）
文が執筆・発行している新聞。鈴奈庵には、人間向けの内容のものが売られている。
アガサクリスQ
阿求が推理小説「全て妖怪の仕業なのか」を書くにあたって使用しているペンネーム。
龍神の像
人間の里に置かれている龍の形をした天気予報装置。目の色によって天気が判り、青色ならば雨、赤色ならば異常事態、紫色は野分（台風）である。この像の中身は高度な技術による機械製品で人間が造ったものではないらしい。

## 各話タイトル
| 話数 | タイトル                          |
| ---- | --------------------------------- |
| 1    | 幻想の稀覯本                      |
| 2    | 妖怪退治の師走 前編               |
| 3    | 妖怪退治の師走 後編               |
| 4    | 私家版 百鬼夜行絵巻 前編          |
| 5    | 私家版 百鬼夜行絵巻 後編          |
| 6    | 珍獣の飼育資格 前編               |
| 7    | 珍獣の飼育資格 後編               |
| 8    | お稲荷さんの頭巾 前編             |
| 9    | お稲荷さんの頭巾 後編             |
| 10   | 暗黒の伝統芸能 前編               |
| 11   | 暗黒の伝統芸能 後編               |
| 12   | 打ち出の小槌の残滓 前編           |
| 13   | 打ち出の小槌の残滓 後編           |
| 14   | 苟且のセブンワンダー 前編         |
| 15   | 苟且のセブンワンダー 後編         |
| 16   | 曰く付きの艶書 前編               |
| 17   | 曰く付きの艶書 後編               |
| 18   | 狐疑逡巡する貸本屋 前編           |
| 19   | 狐疑逡巡する貸本屋 後編           |
| 20   | 鼠害の夏 前編                     |
| 21   | 鼠害の夏 後編                     |
| 22   | 煙草と狸と無銭飲食 前編           |
| 23   | 煙草と狸と無銭飲食 後編           |
| 24   | 著者不明は容易く盗まれる 前編     |
| 25   | 著者不明は容易く盗まれる 後編     |
| 26   | 狐狗狸さんは桜と共に散りぬ 前編   |
| 27   | 狐狗狸さんは桜と共に散りぬ 後編   |
| 28   | 河童のグリモワール 前編           |
| 29   | 河童のグリモワール 後編           |
| 30   | 牛の首は何処にあるのか 前編       |
| 31   | 牛の首は何処にあるのか 後編       |
| 32   | 真実の支配者 前編                 |
| 33   | 真実の支配者 後編                 |
| 34   | 誰がデマゴギーを広めるのか 前編   |
| 35   | 誰がデマゴギーを広めるのか 後編   |
| 36   | 人里に湧く馬の酔う木 前編         |
| 37   | 人里に湧く馬の酔う木 後編         |
| 38   | 情報の覇者は萃か散か 前編         |
| 39   | 情報の覇者は萃か散か 後編         |
| 40   | これも全て妖怪の仕業なのか 前編   |
| 41   | これも全て妖怪の仕業なのか 後編   |
| 42   | 人妖百物語 前編                   |
| 43   | 人妖百物語 後編                   |
| 44   | 紫色の日は外出を控えましょう 前編 |
| 45   | 紫色の日は外出を控えましょう 後編 |
| 46   | 稗田阿求の哲学 前編               |
| 47   | 稗田阿求の哲学 後編               |
| 48   | 本居小鈴の葛藤 前編               |
| 49   | 本居小鈴の葛藤 後編               |
| 50   | 博麗霊夢の誤算 前編               |
| 51   | 博麗霊夢の誤算 後編               |
| 52   | 八雲紫の安寧 前編                 |
| 53   | 八雲紫の安寧 後編                 |

## 既刊一覧
東方鈴奈庵 〜 Forbidden Scrollery. 第1巻
2013年3月26日発売、角川書店 ISBN 978-4-04-120619-5
『月刊コンプエース』連載分の第1話から第5話と読み切り「妖怪おとぎ話」を巻末に収録。
東方鈴奈庵 〜 Forbidden Scrollery. 第2巻
2014年2月26日初版発行、角川書店 ISBN 978-4-04-121003-1
『月刊コンプエース』連載分の第6話から第13話と書下ろしの「設定資料集」と「四コマ漫画」を巻末に収録。
東方鈴奈庵 〜 Forbidden Scrollery. 第3巻
2014年12月26日初版発行、角川書店 ISBN 978-4-04-101585-8
『月刊コンプエース』連載分の第14話から第21話と「設定資料集」と「本居小鈴フィギュア原型師インタビュー」を巻末に収録。
東方鈴奈庵 〜 Forbidden Scrollery. 第4巻
2015年8月10日初版発行、角川書店 ISBN 978-4-04-103346-3
『月刊コンプエース』連載分の第22話から第29話と「設定資料集」を巻末に収録。
東方鈴奈庵 〜 Forbidden Scrollery. 第5巻
2016年4月26日初版発行、角川書店 ISBN 978-4-04-104264-9
『月刊コンプエース』連載分の第30話から第37話と「設定資料集」を巻末に収録。
東方鈴奈庵 〜 Forbidden Scrollery. 第6巻
2016年12月26日初版発行、角川書店 ISBN 978-4-04-104267-0
『月刊コンプエース』連載分の第38話から第45話と「設定資料集」を巻末に収録。
なお、ミニ画集と音楽CDが付属した特装版が通常版より先の2016年12月10日に発行された。
東方鈴奈庵 〜 Forbidden Scrollery. 第7巻
2017年9月25日初版発行、角川書店 ISBN 978-4-04-106096-4
『月刊コンプエース』連載分の第46話から第53話と「表紙イラスト」を巻末に収録。